# Kommissarin Lucas – Bittere Pillen
Bittere Pillen ist ein Film des ZDF, der Teil der Serie Kommissarin Lucas ist. Stefan Kornatz führte Regie bei dem 2013 ausgestrahlten Fernsehfilm. Für Ellen Lucas (Ulrike Kriener) geht es in ihrem neunzehnten Fall um eine Entführung, die aus dem Ruder läuft, und Medikamenten-Versuche in Schwellenländern. Die Haupt-Gaststars dieser Folge sind neben Nina Kunzendorf, Anne Ratte-Polle und Thomas Dannemann.    

## Handlung
Die beiden Töchter der erfolgreichen Pharmamanagerin Eva Stein sind entführt worden. Der Erpresser fordert drei Millionen Euro Lösegeld, damit den Kindern nichts passiert. Er hat beide über einen längeren Zeitraum gefilmt, sogar während sie schliefen. Eva Stein wendet sich an die Polizei, wo Kriminalhauptkommissarin Ellen Lucas und ihr Team tätig werden. Der Täter hat eine kurze Frist von nur vier Stunden zur Geldübergabe gesetzt. Dadurch sind Lucas und ihr Vorgesetzter Boris Noethen gezwungen zu improvisieren, was Lucas jedoch missfällt. Sie macht gegenüber Noethen unmissverständlich deutlich, dass eigentlich das SEK hinzugezogen werden müsste. Dass Noethen getrunken hat und auch während des Einsatzes in einem unbeobachteten Moment weitertrinken will, kommt noch hinzu. Die Folge ist, dass es während der Geldübergabe zwischen Eva Steiner und dem Erpresser zu einem Schusswechsel kommt, bei dem die Managerin angeschossen und der Erpresser lebensgefährlich verletzt wird. Bei ihm handelt es sich um Prof. Dr. Robert Dohnen, den ehemaligen Leiter der Forschungsabteilung und zudem Eva Steiners Schwager, mit dem sie bis vor drei Monaten noch eng zusammengearbeitet hat. Wollte er sich für die in seinen Augen ungerechtfertigte Entlassung kurz vor Abschluss eines Millionengeschäftes rächen? Immerhin werden die beiden Mädchen von einem Schlafmittel betäubt, aber unverletzt in einem nahen Gasthof gefunden. Lucas verlangt von Noethen, dass er einen Entzug macht, und versichert ihm, sie werde seine Trinkerei nicht länger decken. Als die Kommissarin ihrem Team erzählt, dass Noethen für mehrere Wochen ausfalle, ohne auf Einzelheiten einzugehen, und sie das Kommissariat solange leiten werde, tritt der Kollege Martin Schiff ihr offen feindselig gegenüber.  
Die Ermittlungen der Kommissarin und ihrer Mitarbeiter Alex Eggert und Tom Brauer decken Ungereimtheiten auf. Die Frage steht im Raum, warum wurde Dohnen wirklich entlassen? Was hat die millionenschwere Fusion von Eva Steiners Familienunternehmen mit einem Schweizer Pharma-Konzern damit zu tun? Als offenbar wird, dass man auf dem Computer Dohnens kinderpornografisches Material entdeckt habe, dies aber intern mit einer Entlassung regeln wollte, muss Lucas ihre Ermittlungen neu überdenken. Im Krankenhaus erzählt ihr Dohnens Tochter Sophie, dass ihr Vater auf niemanden schießen würde und er der einzige in der Firma sei, der nicht an Geld denke. Alles, was man ihr erzählt habe, sei gelogen. Sophie kämpft verzweifelt darum, ihr zu glauben, dass ihr Vater niemals etwas mit Kinderpornografie zu tun habe und man ihn fertigmachen wolle. Kurz darauf stirbt Robert Dohnen, ohne das Bewusstsein noch einmal erlangt zu haben. 
Es stellt sich heraus, dass Eva Steiner bei der Geldübergabe eine ihr von ihrem Mann besorgte Waffe hatte, mit der sie in voller Absicht auf ihren Schwager geschossen hat. Diese Waffe hatte sich Bernhard Graf von dem Kleinkriminellen Freddy Lohse besorgt, der wiederum hatte sie Martin Schiff abgekauft. Zwischen beiden Männern war es später zu einem Disput gekommen, an dessen Ende Lohse so unglücklich von Schiff gestoßen worden war, dass er zu Tode kam. Der Kriminalbeamte versuchte danach alles, um seine Taten zu vertuschen, was ihm aber nicht gelang. Eva Steiner und ihr Mann wiederum wollten um jeden Preis verhindern, dass ihr Schwager das von ihm entwickelte Medikament zurückzog, da sich bei illegal durchgeführten Tests, die mit Kindern in Indien und in der Ukraine in Waisenhäusern durchgeführt worden waren, herausgestellt hatte, dass bei längerer Einnahme nicht abschätzbare Risiken damit verbunden sind, es gab sogar Todesfälle. Ohne die Zulassung des Medikaments hatte die Familienfirma keine Zukunft. Die drei Millionen Euro, die Dohnen von Eva Stein erpressen wollte, waren für die Kinder bestimmt, die für die Tests missbraucht worden waren und sollten in einen Hilfsfonds fließen. Robert Dohnen musste nicht sterben, weil er pervers war, meint Ellen Lucas, als sie das Ehepaar Stein/Graf verhaftet, sondern weil er ein Gewissen hatte.

## Produktion, Veröffentlichung
Bittere Pillen wurde vom 1. Oktober bis 7. Dezember 2012 in Regensburg und München gedreht und am 21. September 2013 zur Hauptsendezeit im ZDF ausgestrahlt, nachdem der Film erstmals am 18. September 2013 vorab im Programm des Senders ZDFneo zu sehen war.

## Rezeption

### Einschaltquote
Bei seiner Ausstrahlung im ZDF am 21. September 2013 wurde der Film von 4,97 Mio. Zuschauern verfolgt und erreichte einen Marktanteil von 17,4 Prozent.

### Kritik
TV Spielfilm befand: „Düsterer Spannungskrimi alter Schule“
Rainer Tittelbach von tittelbach.tv konzedierte der ZDF-Reihe, dass sie „dank guter Kreativkräfte (vor allem Autor Christian Jeltsch) zu alter Form auf[laufe]“. Außerdem befand er, dass Brüggemann als Kommissarin „in der Reihe angekommen“ sei und „Kunzendorf und Ratte-Polle“ Kriener „stark Paroli“ bieten würden. „Etwas irritierend“ sei, „dass das offensichtliche Thema des Films, europäische Medikamenten-Versuche in Schwellenländern […] erst am Ende aus der Kiste gesprungen“ komme. Weiter heißt es, Autor Jeltsch habe „Ellen Lucas zu alter Stärke & ihren Wurzeln geführt“. Der Kritiker lobte die Spiel- und Herangehensweise Krieners an ihre Rolle. Mit Nina Kunzendorf, Anne Ratte-Polle und Brüggemann habe Lucas/Kriener nun „adäquate Projektionsflächen als Gegenüber“. So lautete dann auch das Fazit: „‚Bittere Pillen‘ ist ein ‚Lucas‘-Fall, der endlich mal wieder an die besten Episoden der beliebten ZDF-Reihe anschließt.“
Elisabeth Söllner und Florian Dopf von Quotenmeter.de waren ebenfalls der Ansicht, dass das Titelthema „Medikamentversuche an ausländischen Kindern“, auf das erst am Ende der Story näher eingegangen werde, „etwas spät“ angegangen worden sei. Anfangs der Kritik hieß es: „Der Krimi überrascht seine Zuschauer mit einem sehr schnell erzählten Einstieg. Die Kindesentführung und die eskalierte Geldübergabe werden innerhalb von wenigen Minuten abgehandelt. Erst dann wird klar, dass das nicht der ganze Fall gewesen sein soll, sondern noch eine Erpressung um Kinderhandel und Waffenverkauf, in den auch einer der Kripo-Beamten integriert ist, in Verbindung mit dem Entführungsfall steht. Das macht die Story für den Zuschauer wieder spannend.“ Gelobt wurde Ulrike Kriener für ihre „authentisch[e]“ Darstellung der „ernste[n] und nachdenkliche[n] Kommissarin“. Ein Lob ging auch an Anna Brüggemann, die Krieners/Lucas’ Assistentin spielt. Zu Nina Kunzendorf hieß es, dass sie es mit „ihrem starken Blick“ schaffe, „den Zuschauer zu fesseln“. Das Fazit lautete: „Im Allgemeinen überzeugt die 19. Folge der Krimireihe durchaus mit starken Charakteren und authentischen Schauspielern. Auch die Geschichte ist gut erzählt, wäre aber mit einem etwas anderen Timing besser gefahren.“
Die Neue Osnabrücker Zeitung empfahl den Krimi als „TV-Tipp“. Autor Christian Jeltsch habe so einige „bittere Pille[n]“ ins Drehbuch geschrieben, hieß es. Die „Darstellerleistungen“ wurden für „gut“ befunden, wobei vor allem Kriener und Kunzendorf „mit ihrem reduzierten Spiel“ zu „punkten“ wüssten. Zwar würden die „Titel gebenden ‚Bitteren Pillen‘ als Thema Medikamentenversuche“ nur „eine Nebenrolle“ spielen. „Die handelnden Figuren“ hätten „aber einiges zu schlucken, was ihnen nicht gut bekomm[e]“.
Der Filmdienst stellte fest: „Dank des originell konstruierten Drehbuchs und überzeugender Nebendarsteller ein überdurchschnittlicher (Fernsehserien-)Krimi.“
Anna Klöpper schrieb für die taz, dass Alexander Lutz in seiner Rolle als ewig Übergangener bei Beförderungen „glaubwürdig verzweifelt“ agiere. „Kleine vergiftete Pillen streu[e] Regisseur Steffen Kornatz in den Fall“, hieß es weiter und abschließend: „Manche sind nur ein wenig bitter im Abgang, die Nichtbeförderung, das Leben eben. Da ist der Nachgeschmack von an Kindern getestetem Antibiotikum schon ungleich übler. Der bleibt auch beim Zuschauer hängen – trotz oder gerade wegen des einschlägigen Motivs in dem recht konventionell gestrickten Fall. Wenn das Böse banal ist, erschreckt es eben umso mehr.“
Claudia Schwartz verfasste eine Kritik für die Neue Zürcher Zeitung und schrieb, das ZDF mache mit diesem Film gerade vor, „wie man eine sehenswerte, in die Jahre gekommene TV-Serie in die neue Zeit führ[e] und gleichzeitig an einer feinen Ermittlerin fest[halte]. Ellen Lucas [sei], hervorragend gespielt von Ulrike Kriener, eine selten starke  und eigenständige Figur, die sich auch einmal unbeliebt mach[e], wenn es der Wahrheitsfindung dien[e]“. Auch wenn das „Entführungsdrama ‚Bittere Pillen‘ vielleicht nicht im Letzten logisch erscheinen [möge], so [sei] es doch klug erzählt und schnell inszeniert. Es entsteh[e] ein vielschichtiges Bild von einem Verbrechen, das auf Familiengeheimnissen und Machtwillen gründe“. Schwartz meinte, das sei „schauspielerisch brillant umgesetzt“ mit Kriener, Kunzendorf und Ratte-Polle sowie Brüggemann, „ein bemerkenswertes weibliches Ensemble“, das sich „nicht so leicht in die Karten blicken“ lasse.